# Rhodogastria thunbergi
Rhodogastria thunbergi là một loài bướm đêm thuộc phân họ Arctiinae, họ Erebidae.